# Faora
Faora est un personnage appartenant à DC Comics, créé par Cary Bates et Curt Swan. Elle est apparue pour la première fois dans Action Comics #471 en mai 1977. 

## Histoire
Faora Hu-Ul est une tueuse en série de la planète Krypton. Elle est emprisonnée dans la Zone Fantôme pendant 300 ans pour avoir tué 23 hommes de Krypton. La jolie brune séduit par sa beauté les hommes, les torture et les tue dans sa demeure.
Ironie du sort, Faora survit à l'explosion de la planète Krypton comme beaucoup de prisonniers de la Zone Fantôme.
Quand Faora et le Général Zod arrivent sur Terre, ils se rendent au Pokolistan, une ville fictive soviétique de l'Univers DC.

## Pouvoirs et capacité
Faora est une kryptonienne, et comme tout kryptonien, elle acquiert des pouvoirs surhumains lorsqu'elle est exposée aux radiations d'un soleil jaune :
- Elle possède une force surhumaine, équivalente à celle de Superman.
- Elle peut résister à des impacts de balles ou des coups répétés de Superman. Mais dans "Man of Steel" (2013), elle démontre que sa résistance a une limite car lorsqu'elle arrête une roquette à main nue, elle est projetée en arrière et mise K.O.
- Comme Superman, elle peut se déplacer très vite, ainsi que faire des bonds de plus de 200 mètres.
- Experte en art martial kryptonien, le Horo-Kanu, elle est très dangereuse dans un combat au corps-à-corps.
- Comme tous les kryptoniens, lorsqu'elle est exposée à un soleil jaune, ses cellules se nourrissent des radiations, la rendant immortelle.
- Elle crée des ondes qui protègent son armure de combat, la rendant presque indestructible.

## Autres médias
- Superman (anime 1988), épisode The Hunter.
- La Légende des super-héros
- Dans les films de Superman (1978) et Superman 2 (1980), le personnage d'Ursa (interprétée par Sarah Douglas) semble inspiré de Faora. DC Comics crée ensuite un personnage nommé Ursa en 2007, basé sur celui du scénariste Mario Puzo.
- Dans le film Man of Steel de Zack Snyder sorti en 2013, Antje Traue incarne le rôle de Faora, qui est le commandant en second du Général Zod. Elle ne peut pas voler mais, pour se déplacer, elle réalise des bonds incroyables. Sa force, bien qu'immense, est inférieure à celle de Superman. Elle revient dans The Flash (2022).
- Dans Smallville, le rôle de Faora est joué par Sharon Taylor. Elle fait partie de l'armée kandorienne sous les ordres de Zod.